# Luis Cardoza
Luis Felipe Cardoza (Cali, Valle del Cauca, Colombia, 19 de diciembre de 1984) es un futbolista colombo-peruano. Juega como defensa central y su equipo actual es Santos F. C. de la Liga 2 de Perú.

## Trayectoria

### Liverpool
Luego de probar suerte en River Plate y Almagro clubes donde no se pudo quedar debutó en 2005 defendiendo los colores de Liverpool de Uruguay aquí compartió el equipo con el internacional uruguayo Carlos Sánchez, Antes de ello, Cardoza, había hecho sus divisiones menores en el Deportivo Cali y actuado en la Selección Valle, junto a Carlos Valdés, Cristian Zapata, Danny Quendambú, Hugo Rodallega y Donald Millán, entre otros jugadores. Aquel equipo rojiblanco era orientado por el exentrenador del América Juan Carlos Grueso.
Tras ello, en el primer semestre de 2006 pegó la vuelta a su país y firmó por el Bogotá FC de la Segunda División Colombiana. No tuvo un gran rendimiento, y al finalizar la primera etapa su equipo quedó octavo en su grupo (de nueve equipos). En la segunda mitad del año pasó al Centauros Villavicencio, también de Segunda, en el que tuvo mejor desempeño: marcó seis goles en el torneo y clasificó al cuadrangular final, quedando en 3er lugar quedándose a 4 puntos de ascender.

### Aragua y Cúcuta
Jugó en Aragua FC donde compartió el equipo con Salomón Rondón, jugó también la Copa Sudamericana 2008 luego de campeonar en la Copa Venezuela 2007, jugó también en el Cúcuta Deportivo donde fue dirigido por Jorge Luis Pinto y compartió el equipo con Gustavo Rodas quien posteriormente sería su compañero en León de Huánuco.

### León de Huánuco
En su primer año en el fútbol peruano le fue muy bien a Cardoza colectivamente e individualmente, fue subcampeón del Campeonato Descentralizado 2010 siendo una de las piezas fundamentales del León para esta gran hazaña debido a que era un equipo que había ascendido luego de 15 años. Cardoza junto a Luis Perea, Luis Guadalupe, Gustavo Rodas y Carlos Zegarra fueron los mejores jugadores del León, anotó 6 goles. Luego de Jugar la Copa Libertadores 2011 ese mismo año bajo el mando de Franco Navarro lograría clasificar a la Copa Sudamericana 2012, siendo una muralla con su compatriota Roller Cambindo.

### César Vallejo
En el 2016 jugó la Copa Libertadores 2016 con el Universidad César Vallejo enfrentando al Sao Paulo jugando el partido de vuelta. Finalmente descendió de categoría con el elenco trujillano.

### Deportes Tolima
Luego de volver a Colombia para jugar con Deportes Tolima. 

### UTC
Vuelve a Perú para jugar por UTC, pedido por el técnico Franco Navarro, quien lo dirigió en León de Huánuco. Jugó la Copa Sudamericana 2018, perdiendo en primera ronda contra Rampla Juniors., equipo al que le anotó un gol. Su segundo gol lo marca ante los cremas en la derrota por 2-1. A final de temporada luego de una gran campaña, consigue clasificar a la Copa Sudamericana 2019.

## Clubes
| Club                      | País                | Año                 | Partidos | Goles |
| ------------------------- | ------------------- | ------------------- | -------- | ----- |
| Liverpool                 | Uruguay             | 2005                | 2        | 0     |
| Bogotá F. C.              | Colombia            | 2006                | 11       | 0     |
| Centauros                 | Colombia            | 2006                | 18       | 6     |
| Aragua                    | Venezuela           | 2007 - 2008         | 36       | 5     |
| Cúcuta Deportivo          | Colombia            | 2008 - 2009         | 20       | 1     |
| León de Huánuco           | Perú                | 2010 - 2011         | 63       | 6     |
| Universidad de San Martín | Perú                | 2012                | 35       | 5     |
| América de Cali           | Colombia            | 2013                | 34       | 2     |
| César Vallejo             | Perú                | 2014 - 2016         | 123      | 18    |
| Deportes Tolima           | Colombia            | 2017                | 25       | 1     |
| U.T.C.                    | Perú                | 2018                | 36       | 4     |
| Atlético Huila            | Colombia            | 2019                | 33       | 2     |
| Deportivo Pereira         | Colombia            | 2020                | 10       | 0     |
| Deportivo Municipal       | Perú                | 2021                | 25       | 4     |
| Santos F. C.              | Perú                | 2022-presente       | 42       | 6     |
| Total en su carrera       | Total en su carrera | Total en su carrera | 513      | 60    |

## Palmarés

### Torneos nacionales
| Título          | Club          | País      | Año  |
| --------------- | ------------- | --------- | ---- |
| Copa Venezuela  | Aragua        | Venezuela | 2007 |
| Torneo del Inca | César Vallejo | Perú      | 2015 |

### Distinciones individuales
| Distinción | País | Año  |
| --- | ---- | ---- |
| Incluido en el equipo ideal del Torneo Apertura de Perú según el portal periodístico DeChalaca.com                           | Perú | 2014 |
| Once Ideal Torneo Descentralizado - Agremiación de futbolistas (SAFAP) Archivado el 6 de febrero de 2017 en Wayback Machine. | Perú | 2014 |
| Once Ideal Torneo Descentralizado - Agremiación de futbolistas (SAFAP)                                                       | Perú | 2015 |
| Incluido en el equipo ideal del Campeonato Descentralizado según DeChalaca.com                                               | Perú | 2018 |